# Franca Squarciapino
Franca Squarciapino (ur. 1940 w Rzymie) – włoska projektantka kostiumów filmowych, teatralnych i operowych. Zdobywczyni Oscara za najlepsze kostiumy do filmu Cyrano de Bergerac (1990) Jean-Paula Rappeneau. Za film ten otrzymała również m.in.  nagrodę BAFTA, Cezara oraz Europejską Nagrodę Filmową.
Większość swojej kariery poświęciła projektowaniu kostiumów dla najlepszych scen teatralnych i operowych na świecie. Współpracowała z wiedeńskim Burgtheater, nowojorską Metropolitan Opera, Operą Wiedeńską, a także operami w Londynie i Zurychu.
Jej bliskim współpracownikiem jest przeważnie scenograf Ezio Frigerio, który partneruje jej również w życiu prywatnym.

## Wybrana filmografia
- 1990: Cyrano de Bergerac
- 1993: Infant Ludwik (Louis, enfant roi)
- 1994: Pułkownik Chabert (Le colonel Chabert)
- 1995: Huzar (Le hussard sur le toit)
- 1997: Pokojówka z Titanica (La femme de chambre du Titanic)
- 1999: Volavérunt